# 柯拉乡
柯拉乡，是中华人民共和国四川省甘孜藏族自治州雅江县下辖的一个乡镇级行政单位。

## 行政区划
柯拉乡下辖以下地区：
解放村、益因一村、益因二村、火拉村、志柯村和扎渣村。